# Pheidolini
Pheidolini es una tribu de hormigas perteneciente a la subfamilia Myrmicinae.

## Descripción
La tribu Pheidolini tiene algunos atributos físicos distintivos: la promesonoto es abovedado, se agranda y tiene una apariencia dividida. Además, el mesonoto es alargado en sentido posterior y la porción posterior es inclinada.

## Géneros
Aphaenogaster

Chimaeridris

Goniomma

Huberia

Kartidris

Lonchomyrmex

Lophomyrmex

Messor

Ocymyrmex

Oxyopomyrmex

Paraphaenogaster

Pheidole